# Подрезан Микола Володимирович
Подрезан Микола Володимирович (нар. 1953) — громадський діяч, український екстремальний мандрівник. З вересня 2011 року по липень 2018 року подорожував дорогами шести континентів, повторюючи маршрут всесвітньої естафети Олімпійського вогню 2004 р. у інвалідному візку. Почесний працівник туризму України.
Станом на вересень 2018 р. побував у 62 країнах, з них у 55 — на інвалідному візку.
Микола Подрезан з українським прапором подорожував у інвалідному візку 36-ю країнами світу.
Автор (режисер, постановник) багатьох конкурсів «Міс Україна на візку» та «Лицар України на візку».

## Галерея

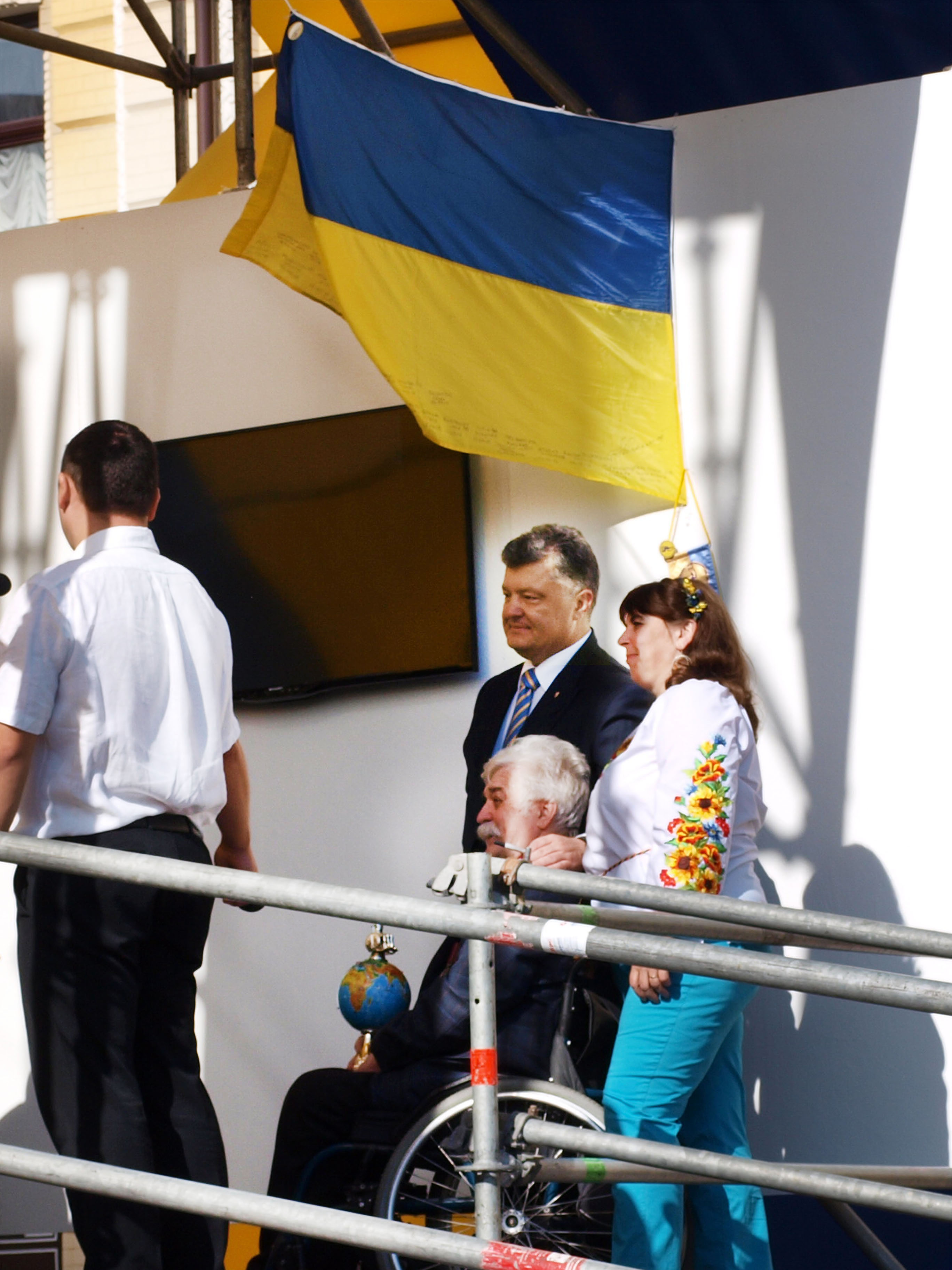
Президент України Петро Порошенко і Микола Подрезан
М. В. Подрезан, кавалер Кавалерського Хреста Ордену Святого Станіслава.
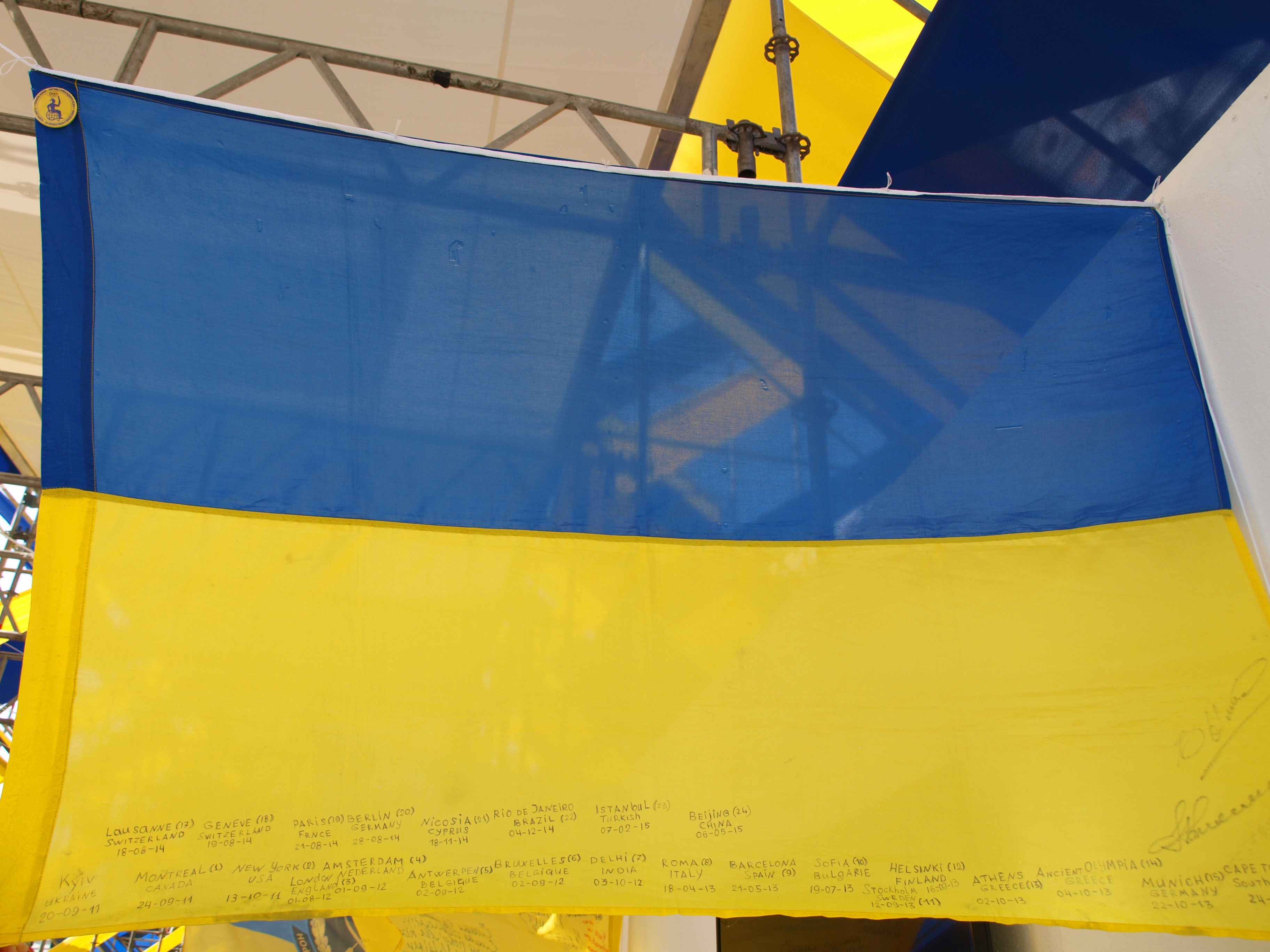
Український прапор, з яким подорожував Микола Подрезан